# Охлопков, Николай Петрович
Николай Петрович Охлопков (8 ноября 1995, Крестяхский наслег, Сунтарский улус, Якутия, Россия) — российский, а затем румынский борец вольного стиля, призёр чемпионата Европы.

## Биография
Родился в Крестяхском наслеге. В феврале 2016 года стал чемпионом Якутии. В сентябре 2018 года стал гражданином Румынии. В ноябре 2018 года в Бухаресте стал бронзовым призёром молодёжного (U23) чемпионата мира. В феврале 2020 года в Риме, одолев в схватке за 3 место молдаванина Николая Колеснина, завоевал бронзовую медаль. 
18 марта 2020 года стал фигурантом уголовного дела о убийстве Алёны Ананьевой в селе Сунтар Сунтарского района, по делу прошёл как свидетель. 
В декабре 2020 на Кубке мира в Белграде на стадии 1/4 финала уступил Вазгену Теваняну из Армении, а в утешительной схватке Николаю Грахмезу из Молдавии.

## Спортивные результаты
- Чемпионат мира по борьбе среди молодёжи U23 2018 — ;
- Мемориал Ивана Ярыгина 2019 — ;
- Чемпионат Европы по борьбе 2020 — ;
- Чемпионат Румынии по вольной борьбе 2020 — ;